# Maria Henrietta Augusta Piper
Maria Henrietta Augusta Adelswärd, född Piper 10 september 1781, död 24 april 1809 i Stockholm, var en svensk friherrinna och hovdam.

## Biografi
Piper föddes 1781. Hon var dotter till hovmannen Sten Abraham Piper och hovfröken friherrinnan Catharina Vilhelmina Ehrensvärd. Piper blev 1798 hovfröken hos drottningen. Hon avled 1809 i Stockholm.

### Familj
Piper gifte sig 16 februari 1805 på Stockholms slott med friherre, senare greve Erik Reinhold Adelswärd (1778–1840).